# Osek (zámek, okres Rokycany)
Osek je barokní zámek, který vznikl přestavbou starší tvrze, v Plzeňském kraji v okrese Rokycany. Stojí ve středu obce Osek 4 km severně od Rokycan. Od roku 1964 je chráněn jako kulturní památka.
Zámek stojí uprostřed bývalého areálu státního statku vlevo od silnice do Volduch. Dříve sloužil jako bytovky pro zaměstnance statku. Dnes je v soukromých rukou a pomalu se opravuje.

## Historie
První písemná zmínka o tvrzi je z roku 1379 za Lipolta z Chrástu. Jiří Úlovec však uvádí první přímou zmínku o tvrzi až k roku 1572. Na konci 17. století, za Přibyslava Malovce z Chýnova, byla tvrz přestavěna na barokní zámek. V roce 1681 vyženil statek a zámek Ferdinand Leopold Nostic. Ten nechal k zámku přistavět třípodlažní věž (asi v roce 1689). Nosticové vlastnili zámek až do roku 1734. Po nich byl v majetku Šternberských. Vystřídal ještě několik majitelů a do roku 1920 patřil zbirožským Colloredo-Mansfeldům. V roce 1935 koupil statek a zámek Jan Kozel. Po válce byl zámek znárodněn, veškeré vybavení zámku odvezeno neznámo kam a interiér zámku přizpůsoben pro potřeby místního státního statku na chlévy a skladiště. Část zámku byla upravena na byty.

## Stavební podoba
Polohu nejstaršího panského sídla v Oseku, zmiňovaného už roku 1240 ve spojení s blíže neznámým Budivojem, neznáme. Předchůdcem zámku byla gotická tvrz vybudovaná ve 2. polovině 14. století. Její část o rozměrech 10 × 13 m se dochovala v severovýchodním nároží zámku, od jehož zbytku se odlišuje silnějšími zdmi a dvěma valeně zaklenutými místnostmi.
Ve druhé polovině 16. století byla tvrz rozšířena a renesančně přestavěna. Barokní přestavba zámku proběhla okolo roku 1689. Nový jednopatrový zámek měl půdorys ve tvaru písmene U, jehož jižní stranu uzavírala zeď s branou opatřenou členitým barokním štítem. Nádvoří obklopovala otevřená přízemní arkádová chodba zaklenutá křížovými klenbami. Po požáru byla část západní křídla stržena. Tím se dvůr na této straně otevřel a zámek získal současný půdorys ve tvaru písmene L. Na západní straně stojí věž, ve které bývala kaple.